# داريل هيشت
داريل هيشت (بالإنجليزية: Daryl Hecht) هو قاضي ومحامي أمريكي، ولد في 25 يونيو 1952 في Lytton, Iowa ‏ في الولايات المتحدة، وتوفي في 3 أبريل 2019 في سلون في الولايات المتحدة بسبب ورم ميلانيني.

## وصلات خارجية
- داريل هيكت على موقع إن إن دي بي (الإنجليزية)